# Freya chapare
Freya chapare är en spindelart som beskrevs av Galiano 200. Freya chapare ingår i släktet Freya och familjen hoppspindlar. Inga underarter finns listade i Catalogue of Life.